# Ciriaco Morón Arroyo
Ciriaco Morón Arroyo, né le 8 août 1935  à Pastrana (Guadalajara, Espagne), est un philologue, professeur, essayiste, éditeur et traducteur espagnol spécialisé en philologie hispanique. Il est docteur honoris causa en lettres à l'université Saint-Joseph de Philadelphie.

## Biographie
Ciriaco Morón Arroyo intégra l'université pontificale de Salamanque en 1952 pour étudier la philosophie et y obtint la licence avec la mention honorifique « Summa cum laude » en 1957. Il entreprit ensuite des études théologiques et valide la licence ecclésiastique à l'université civile de Salamanque l'année suivante. Il partit alors à Munich (Allemagne) pour continuer à étudier la philosophie grâce à une bourse du Ministère de l'Éducation espagnol. Il y resta jusqu'en 1963, année où il obtint son doctorat en philosophie, puis alla s'installer aux États-Unis.

C'est là-bas qu'il commença sa carrière académique en devenant professeur adjoint (« assistant ») de langues et littérature romanes à l'université de Pennsylvanie à Philadelphie, de 1963 à 1966. Il fut ensuite professeur agrégé (« associate ») jusqu'en 1968, où il devint enfin professeur (« full professor ») jusqu'en 1971.
Cette année-là il devint professeur titulaire de la chaire Emerson Hinchliff d'études hispaniques de l'université Cornell d'Ithaca (New York), puis professeur d'études hispaniques et littérature comparée, poste qu'il occupa de 1984 jusqu'à sa retraite. Il fut également membre des programmes de doctorat dans les départements d'études médiévales, germaniques et de littérature comparée.

Il est actuellement chercheur honoraire dans le Groupe d'analyse du discours du Centre des sciences humaines du CSIC (Conseil supérieur de recherches scientifiques), à Madrid.
Il est docteur honoris causa en lettres à l'université Saint-Joseph de Philadelphie.
Spécialiste en littérature espagnole, il est maître dans la ligne méthodologique d'histoire des idées. Il a écrit sur des auteurs et des textes de toutes les époques, mais il y a des thèmes récurrents qui peuvent être mis en avant: l'épistémologie des sciences humaines, Cervantes et le siècle d'or espagnol (la maison d'édition Cátedra fit 16 rééditions du livre qu'il édita: La Vida es sueño), la génération de 98 et José Ortega y Gasset.
En juillet 2013, il reçoit le prix international Menendez Pelayo.

## Œuvre

### Œuvres de l'auteur
- Unamuno y Hegel[3], 1957
- Abstraktion und Illumination, grenzprobleme der Metaphysik Bonaventuras. (Dissertation)[4], dissertation à l'université Louis-et-Maximilien de Munich, 1963.
- El sistema de Ortega y Gasset[5], Madrid, 1968.
- La mística española[6], Madrid, 1971
- Antecedentes y edad media[7], Madrid, 1971
- Sentido  y forma de « La Celestina »[8], Madrid, 1974.
- Nuevas meditaciones del « Quijote »[9], Madrid, 1976.
- Calderón: pensamiento y teatro[10], Santander, 1982.
- El « alma de España ». Cien años de inseguridad[11], Oviedo, 1996.
- Las Humanidades en la era tecnológica[12], Oviedo, 1998 (traduit à l'anglais par lui-même[13]).
- Estudios sobre Unamuno[14], 1988
- Antología de la lírica medieval castellana[15], 1989
- Celestina and Castilian humanism at the end of the fifteenth century[16], 1994
- Hacia el sistema de Unamuno: estudios sobre su pensamiento y creación literaria[17], 2003
- Para entender el « Quijote »[18], Madrid, 2005.

### Œuvre en collaboration
- Miguel de Unamuno[19], 1977
- Menéndez Pelayo: Hacia una Nueva Imagen[20], 1983
- Fray Luis de León: Aproximaciones a su vida y su obra[21], 1989
- Pedro Salinas: Estudios sobre su praxis y teoría de la escritura[22], 1992
- Hábitos Lectores y Animación a la Lectura[23], (compilation des cours d'été du même titre, en 1996), 2001
- Errores Conceptuales: Diagnosis, Tratamiento y Reflexiones[24], 2001
- Tres estudios biobibliográficos sobre Marcelino Menéndez Pelayo[25], 2008

### Traductions par Ciriaco Morón Arroyo
Il n'a traduit que des livres de Bension Netanyahou, depuis l'anglais :
- Los marranos españoles desde fines del siglo XIV a principios del XVI, según las fuentes hebreas de la época[26], 1994 et 2002
- Los orígenes de la Inquisición española[27], 1999
- Donb Isaac Abravanel : estadísta y filósofo[28], 2004
- De la anarquía a la Inquisición[29], 2005

### Éditions et ré-éditions par Ciriaco Morón Arroyo
- Textos fundamentales de Santa Teresa de Jesús[30], première édition, 1982
- El condenado por desconfiado[31], de 1635, ré-édité en 1989
- Monarquía de Cristo: Nuevamente sacada a luz en lengua castellana[32], de 1590, ré-édité en 2011